# Gabriele Fersini
Gabriele Fersini (ur. 30 maja 1970) – włoski muzyk i gitarzysta.
Dzieciństwo spędził w prowincji Mediolan, w Bresso. Już od dzieciństwa muzyka była dla niego bardzo ważna, mając 5 lat rozpoczął naukę gry na swoim pierwszym instrumencie, klarnecie.
Następnie kontynuował naukę w szkole w swoim mieście, aż do 1981 roku kiedy to z powodu przeprowadzki do Mediolanu musiał ją przerwać. To właśnie podczas tej przerwy, słuchając swoich ulubionych płyt zdecydował się na naukę gry na gitarze, przechodząc w ten sposób od muzyki poważnej do rocka. W wieku lat 16 wraz z przyjaciółmi założył swój pierwszy zespół wykonując tylko własne, zupełnie nowe piosenki.
W 1992 roku rozpoczął swoją profesjonalną karierę w programie „Domenica In” współpracując z Toto Cotugno. W kolejnym roku, 1993, Gabriele wraz z Emanuelą, Lucą Viragio oraz Lucą Manca wziął udział w Festiwalu San Remo, w kategorii dla młodych artystów prezentując piosenkę „Ci vuole molto coraggio”, poznając w ten sposób zwyciężczynie tej kategorii, Laurę Pausini, z którą pracował przez wiele kolejnych lat.
W 1993 roku Gabriele wyjechał w światową trasę koncertową z Erosem Ramazzotti. W kolejnym roku Fersini współpracował również z innymi artystami oraz rozpoczął nauczanie w Akademii Muzycznej w Mediolanie.
W 1995 roku Gabriele, podczas światowej trasy koncertowej Laury Pausini oraz wieczorów ze swoimi innymi zespołami, Nero oraz Van Hallen Tribute, postanowił założyć swoją pierwszą szkołę „Casa della Musica” (Dom Muzyki).
W 1996 roku Gabriele skomponował piosenkę „Che storia è” dla Laury Pausini zawartą w albumie „Le cose che vivi”. W tym samym roku rozpoczął współpracę z Biagio Antonacci, a w kolejnych latach (1997 oraz 1998) grał podczas jego trasy koncertowej. Sam Biagio powiedział o nim: „to jeden z najlepszych gitarzystów elektrycznych, młody z pasją do tego co robi...”.
Podczas tych dwóch lat Gabriele nawiązał współpracę również z Fausto Leali oraz powrócił do grania z Toto Cotugno, zajął się również aranżacją piosenki „Mi fai stare bene” Biagio Antonacci oraz wziął udział w jego kolejnej trasie koncertowej w 1999 roku. W roku 2000 wspólnie z Biagio pracował nad aranżacją piosenki „O si o no” dla Syrii zawartej na płycie „Come una goccia d'acqua”.
Między rokiem 2000 a 2001 stworzył aranżacje do piosenek na dwóch płytach Laury Pausini: „Tra te e il mare” (2000) oraz „The best of” (2001), towarzyszył jej również podczas światowej trasy koncertowej w 2002 roku. Między 2002 a 2003 rokiem grał również z innymi artystami takimi jak Nek czy Paola i Chiara. Między 2003 oraz 2004 rokiem po raz kolejny zagrał u Erosa Ramazzotti oraz współpracował z Laurą Pausini przy jej płycie „Resta in Ascolto”.
W roku 2006 wziął udział w amerykańskiej trasie „Juntos en concierto” razem z Laurą Pausini, Marco Antonio Salis oraz Markiem Anthonym. W międzyczasie grał ze swoimi zespołami Van Hallen Tribute oraz 4U, a jesienią rozpoczął współpracę z zespołem „Pop and Roll”.
W 2007 roku wziął udział w wielu występach telewizyjnych u boku Laury Pausini („Che tempo fa”, „Telegatti”, „Domenica In”, „Il treno dei desideri”, „Cd-Live”) oraz w koncercie na San Siro z Laurą Pausini. W tym samym roku współpracował również z Yu-Yu oraz Iva Zanicchi.
W 2009 roku znów pojawił się u boku Laury Pausini podczas jej „Primavera in anticipo World Tour”. W 2010 pomagał w aranżacjach oraz produkcji niezależnych zespołów w swoim studiu nagrań oraz prowadził kursy gry na gitarze. Koncertował również ze swoimi zespołami Pop And Roll oraz V.H.T. (Van Halen Tribute).
W 2011 roku powrócił do gry z Biagio Antonacci towarzysząc mu w programach telewizyjnych oraz koncertach na żywo wśród których znalazł się akustyczny koncert „Biagio Antonacci w Koloseum” wydany na DVD.

## Dyskografia
- Voglio andare a vivere in campagna – Toto Cutugno – 1993
- Le cose che vivi – Laura Pausini – 1996
- Mi fai stare bene – Biagio Antonacci – 1998
- Canzoni Nascoste – Toto Cutugno – 1998
- Leali Live – Fausto Leali – 1999
- Live in Palermo – Biagio Antonacci – 2000
- Tra te e il mare – Laura Pausini – 2000
- Gabry F – Fersini / Fargetta – 2001
- Come una goccia d'acqua – Syria – 2001
- The Best Of – Laura Pausini – 2001
- Un sogno nelle mani – Paolo Meneguzzi – 2001
- Live 2001-2002 World Tour – Laura Pausini – 2002
- I dieci comandamenti – Musical – 2002
- Best of – Paolo Vallesi – 2003
- Tra le mie canzoni – Biagio Antonacci – 2003
- Resta in ascolto – Laura Pausini – 2004
- Live in Paris – Laura Pausini – 2005
- Io canto – Laura Pausini – 2006
- Live in San Siro – Laura Pausini – 2007
- Con il sole nelle mani – Mietta – 2008
- Primavera in anticipo – Laura Pausini – 2008
- Laura Live – Laura Pausini – 2009
- Dvd Amiche per l'Abruzzo – Concerto – 2010
- Biagio Antonacci – COLOSSEO – Biagio Antonacci – 2011